# Ludwig Lachmann
Ludwig Lachmann (geboren 1. Februar 1906 in Berlin; gestorben 17. Dezember 1990 in Johannesburg) war ein Ökonom der Österreichischen Schule.

## Leben
Ludwig Lachmann war ein Sohn des Fabrikanten Hugo Lachmann und besuchte das Askanische Gymnasium. Er studierte ab 1923 Rechts- und Staatswissenschaften in Berlin und Zürich und machte 1927 einen Abschluss als Diplomvolkswirt. 1930 wurde er bei Werner Sombart promoviert. Lachmann emigrierte 1933 nach der Machtübergabe an die Nationalsozialisten nach England und studierte an der London School of Economics. Er wurde von Friedrich A. Hayek als Forschungsassistent eingestellt. Nach Kriegsausbruch wurde Lachmann von Juli bis Dezember 1940 als Enemy Alien interniert. Ab 1949 bis 1972 lehrte er an der Witwatersrand-Universität in Südafrika, die ihm 1986 die Ehrendoktorwürde verlieh.

## Werk
Lachmanns Meinung nach wich die Österreichische Schule von der ursprünglichen Lehre Carl Mengers, einer vollständig subjektiven Ökonomie, ab. Er vertrat eine evolutionäre Sichtweise gegenüber der Theorie des Gleichgewichts und vollständigen Wissens in der Neoklassischen Schule. Von großer Bedeutung für seine Arbeit waren die Begriffe Ökonomischer Subjektivismus, unvollständige Information, die Verschiedenartigkeit des Kapitals, Wirtschaftszyklus, methodologischer Individualismus und der Marktprozess.
Er hatte großen Einfluss auf die Entwicklung der Österreichischen Schule in den Vereinigten Staaten.

## Veröffentlichungen
- Uncertainty and liquidity preference. (1937).
- The Legacy of Max Weber. (1970)
- From Mises to Shackle: an essay on Austrian economics and the Kaleidic society. In: Journal of Economic Literature, 14, 1976, S. 54–62.
- Capital and its Structure. (1956).
- The flow of legislation and the permanence of the legal order. (1979).
- The salvage of ideas. problems of the revival of austrian economic thought. (1982).
- The Market as an Economic Process. (1986).
- Austrian Economics: a hermeneutic approach. (1990).
- G.L.S. Shackle’s place in the history of subjectivist thought. (1990).

Eine Sammlung von Aufsätzen findet sich in
- D. Lavoie (Hrsg.): Expectations and the Meaning of Institutions: Essays in Economics by Ludwig Lachmann. Routledge, London / New York 1994.